# Else Levi-Mühsam

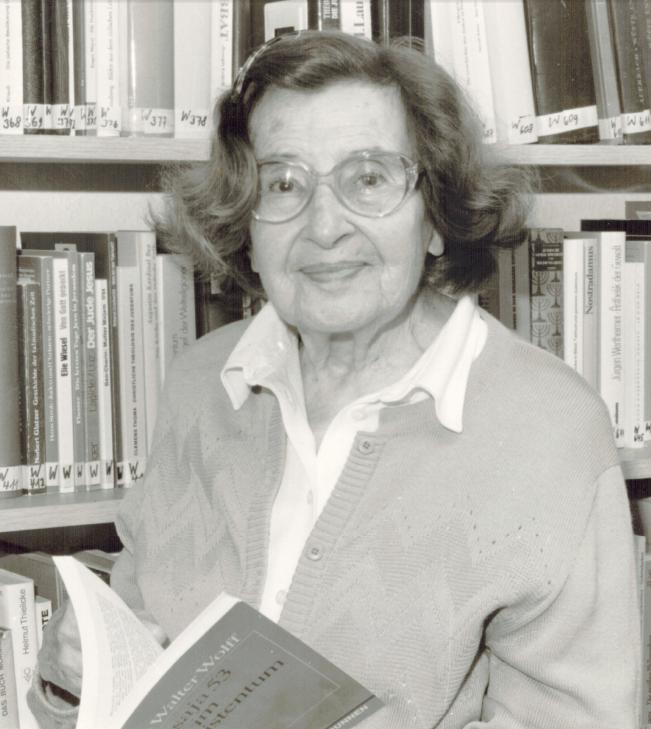
Else Levi-Mühsam

Else Levi-Mühsam (* 8. Mai 1910 in Görlitz; † 3. Juni 2004 in Jerusalem) war langjährige Leiterin der Dr.-Erich-Bloch-und-Lebenheim-Bibliothek (Judaica) der Israelitischen Kultusgemeinde Konstanz. Sie war eine Tochter von Paul Mühsam, der ein Cousin von Erich Mühsam war.

## Leben
Else Levi-Mühsam hatte in ihrer Jugend bereits den Wunsch, Bibliothekarin zu werden. Da aber in der Stadtbücherei Görlitz keine Praktikantenstelle frei war, ging sie an die Universität Genf, wo sie die Fächer Literatur, Philosophie, Französisch und Völkerrecht belegte. 1931 begann sie ihre berufliche Laufbahn bei einem Wirtschaftsjournalisten in Berlin. „Reiche Berliner Zeit!“ schrieb sie in ihren Erinnerungen. „Die grosse Mühsamsche Verwandtschaft, angesehene Ärzte, Anwälte Presseleute – nur noch wenige Jahre, und sie würden in alle Länder der Erde vertrieben oder ermordet sein.“ Mit anderen jüdischen Angestellten vom NS-Betriebsrat des Kaufhauskonzerns Schocken in Zwickau entlassen, bereitete sie sich mit anderen Jugendlichen in einem von der  Organisation „Hechaluz“ („Der Pionier“) eingerichteten kleinen Kibbuz in Lothringen auf das Leben in Palästina vor. 1934 „die schmerzhafteste Zäsur meines Lebens: der grosse Abschied von Deutschland, von meiner Heimat.“
In Jerusalem stand sie im regen geistigen Austausch mit Martin Buber, Gershom Scholem, David Flusser, Else Lasker-Schüler und anderen. Hier tippte sie die ersten Manuskripte des Schriftstellers und Religionsphilosophen Schalom Ben-Chorin, um sich etwas Geld zu verdienen, bevor sie 1937 ihre erste feste Anstellung bei dem Gründer des „Weltzentrums für jüdische Musik“, Salli Levi, den sie später heiratete, antrat.  Die Begegnungen und Schriftwechsel mit großen Komponisten und Musikwissenschaftlern, die Vorbereitung von Konzerten, die Arbeit an der Zeitschrift Musica Hebraica und die Mitwirkung im Chor bezeichnete sie einmal als ihre glücklichste Arbeit. Nachdem der Zweite Weltkrieg dies alles zunichtemachte, arbeitete Else Levi-Mühsam bis zum Abzug der Engländer und zur Ausrufung des Staates Israel im Jahre 1948 in den obersten Justizbüros der britischen Militärverwaltung. Bis zur Pensionierung war sie in den folgenden Jahren bei der Jewish Agency in der Spezialabteilung für die berufliche Integration der akademischen Eliten aus dem Ausland tätig.

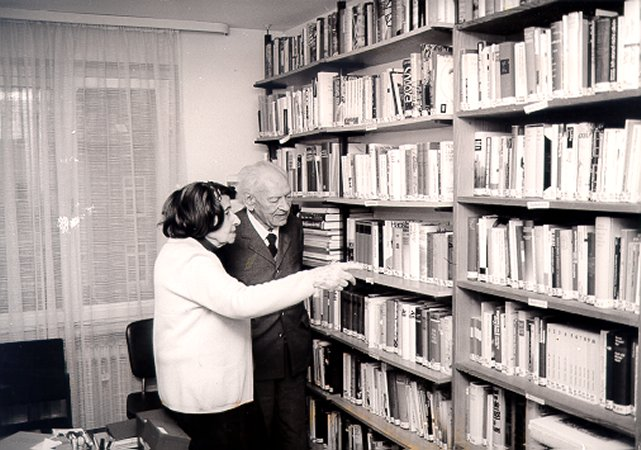
Else Levi-Mühsam und Erich Bloch, ca. 1982

Nach dem Tode ihres Vaters, des Schriftstellers Paul Mühsam, im Jahre 1960, sah sie ihre Aufgabe darin, sein 1933 zerstörtes dichterisches Werk wieder in den deutschen Sprachraum zurückzubringen. So kehrte sie, wenn auch zögernd, nach Deutschland zurück. Zunächst von Kettwig an der Ruhr, dann vom oberbayerischen Markt Neubeuern am Inn und zuletzt die „reichen fünfundzwanzig Jahre“ bis 1995 von Konstanz aus, reiste sie mit Lesungen aus den Werken ihres Vaters durch Deutschland und die Schweiz. Sie sorgte für die Herausgabe von zwölf Büchern, Neuauflagen und Auswahlbänden sowie für die Aufnahme seines Nachlasses beim Deutschen Literaturarchiv in Marbach. Auch  widmete sie Vorträge und Bücher dem Andenken an vergessene Dichter wie Ernst Lissauer oder den in Auschwitz ermordeten Arthur Silbergleit. Ihr Wirken führte zur aktiven Mitgliedschaft in der Künstlergilde Esslingen, dem Wangener Kreis, dem Internationalen Bodensee-Club, der Erich-Mühsam-Gesellschaft Lübeck und der Gesellschaft für Christlich-Jüdische Zusammenarbeit Konstanz. Im Jahre 1971 wurde sie mit der Walter-Meckauer-Medaille ausgezeichnet, die zuvor als erstem Max Tau zuerkannt worden war, und 1992 ernannte sie ihre Geburtsstadt Görlitz zur Ehrenbürgerin.
Ihre große Liebe in Konstanz war die Dr.-Erich-Bloch-und-Lebenheim-Bibliothek der Israelitischen Kultusgemeinde, die sie zusammen mit Erich Bloch aufbaute und bis zu ihrem Umzug nach Jerusalem 1995 betreute. Die Aufnahme der Bücherei in den Südwestdeutschen Bibliotheksverbund beim Bibliotheksservice-Zentrum Baden-Württemberg (BSZ) mit der Aufnahme des Bibliotheksbestandes als ersten einer jüdischen Gemeinde in Deutschland in den elektronischen Katalog war eine Würdigung ihrer langjährigen Arbeit.
Vor ihrem Umzug in ein Elternheim in Jerusalem feierte die Israelitische Kultusgemeinde im Mai 1995 ihren 85. Geburtstag im Gemeindezentrum.